# Jules Léger
Jules Léger, PC, CC (* 4. April 1913 in Saint-Anicet, Québec; † 22. November 1980 in Ottawa, Ontario) war von 1974 bis 1979 Generalgouverneur von Kanada.

## Kindheit und Ausbildung
Jules Léger wurde 1913 in Saint-Anicet, Québec geboren und wuchs in einer praktizierenden katholischen Familie auf. Er war der jüngere Bruder von Paul-Émile Léger, dem späteren Erzbischof von Montreal und Kardinal. Léger studierte erst am Collège de Valleyfield und später dann an der Universität Montreal. Nachdem er sein dortiges Studium beendet hatte, besuchte er die Sorbonne in Paris, wo er 1938 seinen Doktorat erhielt.

## Späteres Leben
Am 13. August 1938 heiratete er Gabrielle Carmel (1916–1998). Das Paar hatte zwei Töchter. Von 1938 bis 1939 war Léger Mitherausgeber des Le Droit in Ottawa. Danach lehrte er von 1939 bis 1942 Diplomatiegeschichte an der Universität Ottawa. Schon seit 1940 arbeitete Léger im Außenministerium und begann eine erfolgreiche Karriere als Diplomat. 1953 wurde er zum kanadischen Botschafter in Mexiko ernannt. Später wurde er Unterstaatssekretär im Außenministerium. 1958 erfolgte seine Ernennung zum Botschafter und permanenten Repräsentanten im Nordatlantikrat sowie zum kanadischen Repräsentanten bei der OECD in Paris. 1962 wurde Léger Botschafter in Italien und zwei Jahre später dann in Frankreich. Darauf folgte 1973 seine Ernennung zum Botschafter in Belgien und Luxemburg. Im selben Jahr wurde Léger zum Generalgouverneur von Kanada berufen. Die Amtseinführung fand am 14. Januar 1974 in Ottawa statt. Sechs Monate später erlitt Léger einen Gehirnschlag während er in der Université de Sherbrooke war, um dort die Ehrendoktorwürde zu empfangen. Bei seiner Genesung spielte seine Frau eine wichtige Rolle. Sie vertrat ihren Mann bei vielen Veranstaltungen und übernahm einen Teil seiner Aufgaben, so verlas sie zusammen mit ihm die Thronrede. Ihr Beitrag zu der Amtszeit ihres Mannes wurde durch die gemeinsame Darstellung mit diesem auf dem offiziellen Porträt des Generalgouverneurs gewürdigt. Sie ist damit der einzige Ehepartner eines Generalgouverneurs dem diese Würde zuteilwurde.
Dezember 1974 hatte sich Jules Léger soweit wieder erholt, dass er seine Pflichten wieder vollständig aufnehmen konnte. Am 19. Oktober 1975 erhielten Léger und seine Frau von der Universität Ottawa die Ehrendoktorwürde. 1979 ging Léger in Ruhestand und verbrachte sein restliches Leben in Ottawa.